# Everyday Life (canción)
«Everyday Life» ―en español: Vida cotidiana― es una canción de la banda de rock británica Coldplay de su octavo álbum de estudio del mismo nombre, Everyday Life. Fue lanzado como sencillo el 3 de noviembre de 2019 y aparece en la segunda cara del álbum Sunset. La canción fue escrita por los miembros de la banda y producida por The Dream Team.

## Video musical
El video musical de la canción se estrenó el 9 de diciembre de 2019; fue dirigida por Karena Evans y filmada en tres países: Sudáfrica, Marruecos y Ucrania para ubuntu en la emisora sudafricana Soweto TV. Ubuntu es el lenguaje Xhosa y una voz explica: "Significa humanidad, porque siempre necesitaremos la siguiente, una mano lava a la otra. "Ubuntu" está ayudando a otros, a tus hermanos y hermanas, incluso si no los conoces".

## Presentaciones en vivo
La canción tuvo su estreno mundial en el episodio del 2 de noviembre de 2019 de Saturday Night Live de NBC, que fue presentado por Kristen Stewart. La canción también se interpretó en vivo el 27 de noviembre de 2019 en Annie Mac Show en BBC Radio 1.

## Recepción de la crítica
Rob Arcand, de la revista Spin, calificó la canción como un regreso a la forma, afirmando que "[es] un sincero regreso al tipo de balada exuberante en la que la banda construyó su reputación, con magníficos elementos de producción e interpretación que le dan peso al tipo de balada amplia, universalismos arena-rock presentes en las letras".

## Personal
Créditos adaptados de Tidal.
| Coldplay - Guy Berryman - bajo - Will Champion - batería, percusión, coros - Jonny Buckland - guitarra - Chris Martin - teclados, voces Músicos adicionales - Jacob Collier - coros - Marianna Champion - coros - Daniel Green - teclados - Rik Simpson - teclados - John Metcalfe - cuerdas | Producción - Bill Rahko - productor - Daniel Green - productor, programador - Rik Simpson - productor, programador - Jacob Collier - ingeniero adicional - Angel Lopez - producción adicional - Frederico Vindver - producción adicional - Emily Lazar - masterización - Chris Allgood - asistente de masterización - Mark Stent "Spike" - mezcla - Matt Wolach - asistente de mezcla - Michael Freeman - asistente de mezcla |

## Posicionamiento en listas
| Lista (2019–2020)                           | Mejor posición |
| ------------------------------------------- | -------------- |
| Australia Digital Tracks (ARIA)             | 38             |
| Bélgica (Flandes) (Ultratip Bubbling Under) | 18             |
| Escocia (Scottish Singles Sales Chart)      | 54             |
| Hungría (Single Top 40)                     | 28             |
| Lituania (AGATA)                            | 98             |
| Países Bajos (Dutch Top 40)                 | 25             |
| Reino Unido (UK Download Chart)             | 58             |
| Suiza (Schweizer Hitparade)                 | 43             |

## Historial de lanzamientos
| Región      | Fecha                   | Formato                          | Etiqueta   | Ref.         |
| ----------- | ----------------------- | -------------------------------- | ---------- | ------------ |
| Varios      | 3 de noviembre de 2019  | Descarga digital streaming       | Parlophone | [ 15 ] [ 3 ] |
| Reino Unido | 13 de diciembre de 2019 | Radio de éxito contemporáneo     | Parlophone | [ 16 ]       |
| Reino Unido | 14 de diciembre de 2019 | Radio contemporánea para adultos | Parlophone | [ 17 ]       |
| Italia      | 17 de enero de 2020     | Radio de éxito contemporáneo     | Warner     | [ 18 ]       |